# Nicole Fessel
Nicole Fessel (Annweiler am Trifels, 19 maggio 1983) è un'ex fondista tedesca.

## Biografia
Ha debuttato in campo internazionale ai Mondiali juniores di Štrbské Pleso nel 2000, senza conseguire risultati di rilievo; ha in seguito partecipato alla rassegna iridata giovanile fino a Sollefteå 2003, vincendo due medaglie.
In Coppa del Mondo ha esordito il 26 ottobre 2002 nella sprint a tecnica libera di Düsseldorf (24ª) e ha ottenuto il primo podio il 18 gennaio 2009 nella sprint a squadre a tecnica libera di Whistler (2ª).
In carriera ha preso parte a quattro edizioni dei Giochi olimpici invernali, Torino 2006 (48ª nella 30 km, 31ª nella sprint), Vancouver 2010 (17ª nella sprint, 22ª nell'inseguimento), Soči 2014 (23ª nella 10 km, non conclude la 30 km, 14ª nello skiathlon, 3ª nella staffetta) e Pyeongchang 2018 (10ª nella sprint a squadre), e a sette dei Campionati mondiali (4ª nella sprint a squadre a Falun 2015 il miglior piazzamento).

## Palmarès

### Olimpiadi
- 1 medaglia:
  - 1 bronzo (staffetta a Soči 2014)

### Mondiali juniores
- 2 medaglie:
  - 1 oro (sprint a Sollefteå 2003)
  - 1 argento (sprint a Schonach im Schwarzwald 2002)

### Coppa del Mondo
- Miglior piazzamento in classifica generale: 8ª nel 2015
- 4 podi (2 individuali, 2 a squadre):
  - 3 secondi posti (1 individuale, 2 a squadre)
  - 1 terzo posto (individuale)

#### Coppa del Mondo - competizioni intermedie
- 1 podio di tappa:
  - 1 secondo posto